# Lore (anatomie)
Pour les articles homonymes, voir Lore.

La région loréale de l'oiseau est désignée par le chiffre 11.

Le lore, autrefois appelé lorum maintenant devenu désuet, est, en ornithologie et en herpétologie, l'espace compris entre la partie antérieure de l'œil et les narines.

## Ornithologie
Chez les oiseaux, cette zone est donc comprise entre l'œil et la base du bec. Elle est parfois nue et la peau en est parfois colorée, comme chez les cormorans. Les plumes de cette région peuvent parfois former une ligne ou « trait loral », comme chez le Pluvier à tête rousse.

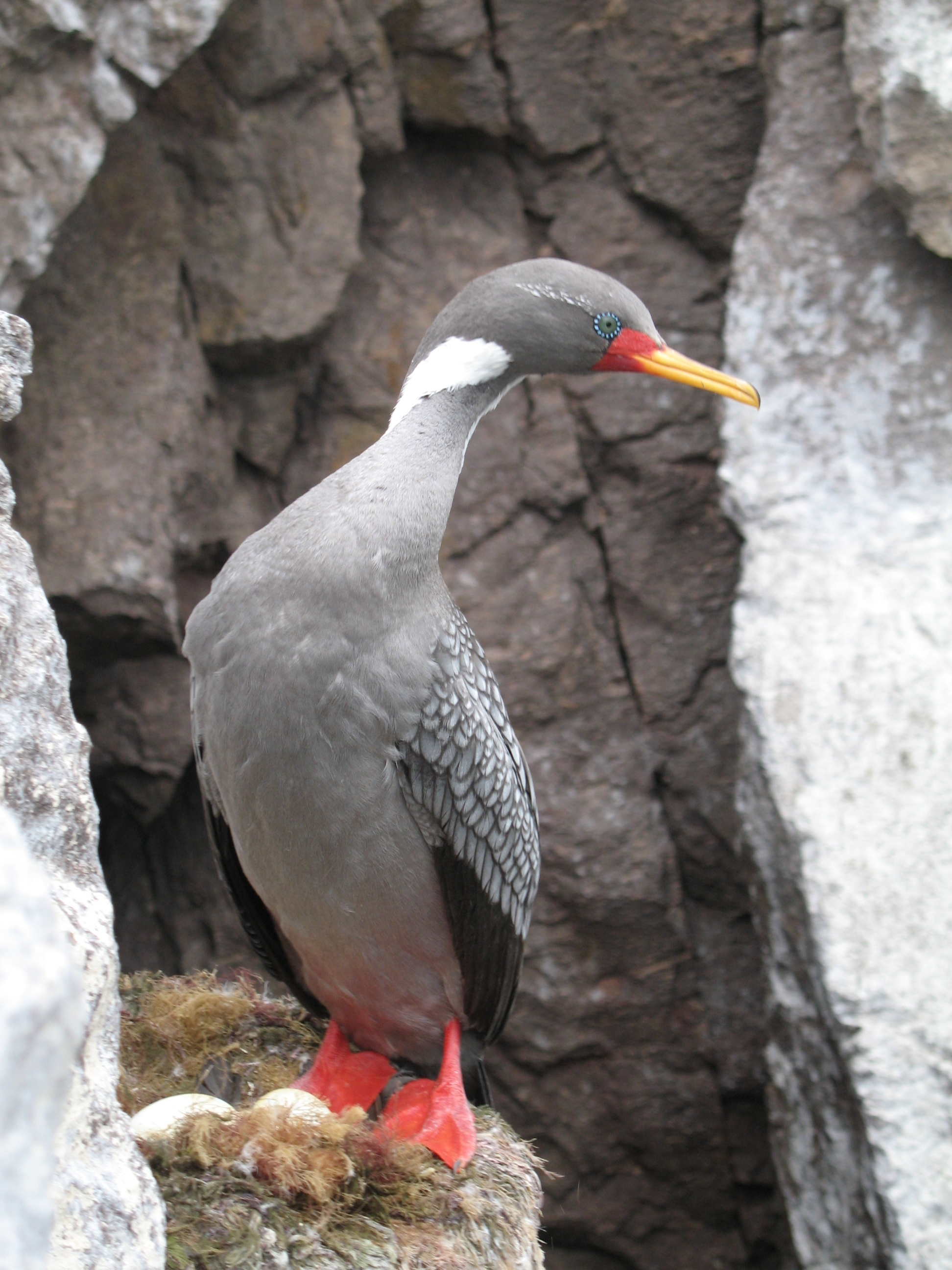
Lore nu et rouge chez un Cormoran de Gaimard.
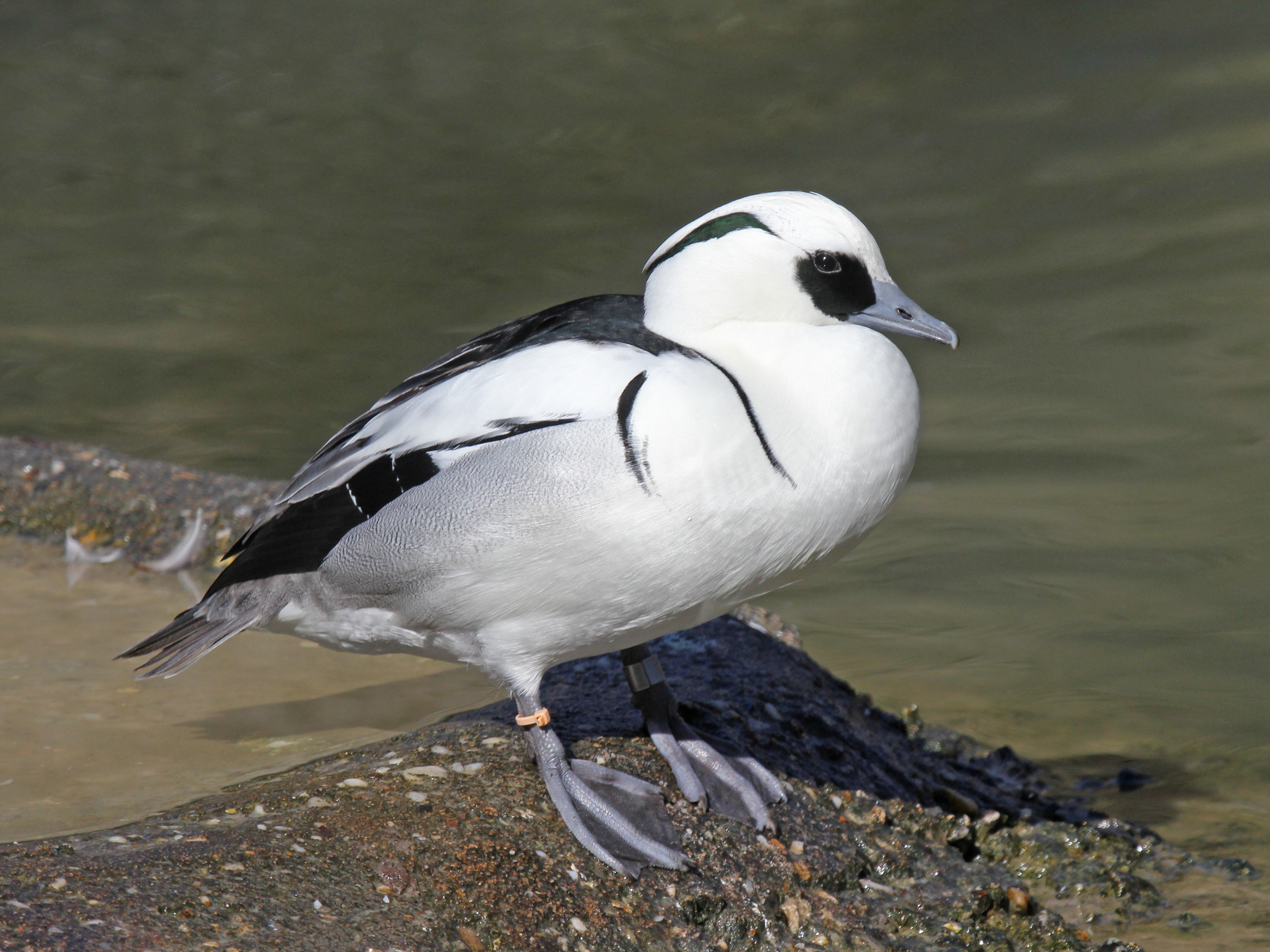
Lore noir chez un Harle piette mâle.
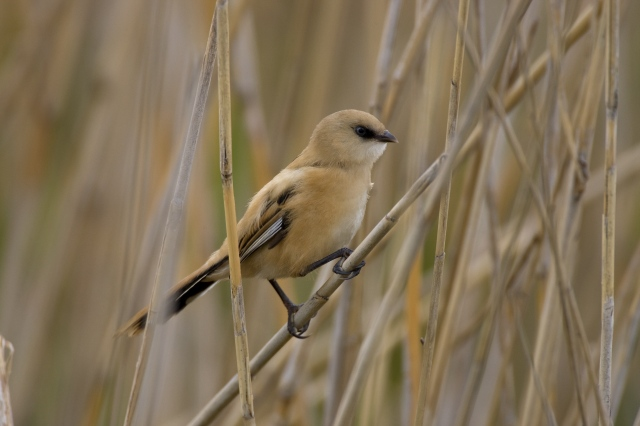
Trait loréal noir chez une jeune Panure à moustaches.

## Herpétologie

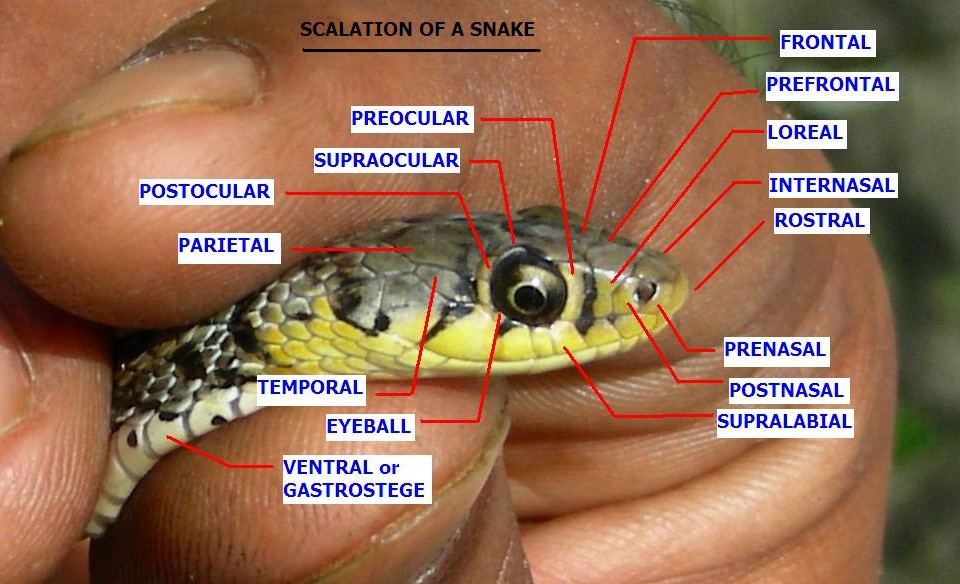
Détails des écailles de la tête chez Amphiesma stolatum.

Chez les amphibiens et les reptiles, la région loréale est la partie entre les yeux et les narines. Chez les reptiles et notamment les serpents, l'écaille loréale est l'écaille qui se trouve entre l'écaille préoculaire et l'écaille prénasale.